# Heather Penney
Heather Penney, née le 18 septembre 1974 à Davis-Monthan, est une des premières femmes pilotes d'avion de chasse des États-Unis. Elle est surtout connue pour sa participation, comme lieutenant des forces armées américaines, à la mission suicide destinée à détruire l'avion du vol United Airlines 93 pour l'empêcher d'atteindre sa cible, le Capitole à Washington. L'avion est en effet détourné par des terroristes, alors que les vols 11 et 175 ont déjà frappé le World Trade Center et que le vol 77 s'apprête à percuter le Pentagone, lors des attentats du 11 septembre 2001.
Depuis 2011, elle travaille dans le secteur civil chez Lockheed Martin, puis au Mitchell Institute for Aerospace Studies où elle dirige des programmes liés à l'aéronautique et à la défense. Elle est également engagée pour la promotion de l'accès des femmes aux carrières de l'aviation.

## Formation
Heather Renée Penney est née à la base de l'aviation américaine de Davis-Monthan en Arizona le 18 septembre 1974. Son père, John Penney est lieutenant-colonel de l'United States Air Force.
Elle obtient une licence de pilote d'avion à l'âge de 18 ans. À ce moment-là, les femmes ne sont pas autorisées à être pilotes de chasse. La législation change en 1993 alors qu'elle fait déjà des études de littérature à l'Université Purdue. Elle y forme la première équipe collégiale à participer à l'Air Race Classic (en), une compétition aérienne réservée aux femmes pilotes.
En 1996, elle est admise à la District of Columbia Air National Guard (Garde nationale aérienne du district de Columbia) et suit la prestigieuse formation Euro-Nato Joint Jet Pilot training, un programme de formation de pilote de premier cycle de l'OTAN durant lequel elle pilote le T-37 et le T-38 . C'est là qu'elle reçoit son surnom de « Lucky ». Deux deux ans plus tard, elle est nommée officier de l'armée de l'air. Elle fait partie de la première vague de femmes pilotes de chasse américaines : seule femme dans sa classe de formation et dans son escadron de chasse (121e escadron de chasse),,.
Elle pilote le F-16 pendant dix ans avant de devoir prendre la difficile décision de quitter l'aviation de chasse en tant que mère célibataire. Elle continue à servir, pilotant le jet Gulfstream G-100 Astra pendant encore six ans dans la mission spéciale de transport aérien VIP.

## Carrière

### Attentats du 11 septembre 2001
Le 11 septembre 2001, le lieutenant Heather Penney et le colonel Marc Sasseville (en), basés à la base aérienne d'Andrews près de Washington, sont envoyés en mission d'interception du vol United Airlines 93. Il s'agit en fait de détruire l'avion, tombé entre les mains de terroristes avant qu'il n'atteigne l'espace aérien de Washington. Vu l'urgence, il n'est pas possible d'armer leurs avions et il leur faudra percuter l'avion détourné, au prix de leurs propres vies. Le vol 93 s'écrase finalement dans un champ à Shanksville grâce à l'intervention héroïque de l'équipage et des passagers qui se sont opposés aux terroristes, les empêchant d'atteindre Washington. La mission de Heather Penney et Marc Sasseville prend fin, ils sont réorientés vers la protection du vol d'Air Force One en direction de Washington DC. « Au cours des années qui ont suivi ce matin bleu éclatant, j'ai réalisé que l'héroïsme n'est pas quelque chose d'unique ou n'appartient qu'à quelques élus. Les passagers du vol 93 me l'ont prouvé » (Heather Penney),,.
Dans le Washington Post, Heather Penney affirme qu'« il y a des choses dans ce monde qui sont plus importantes que nous-mêmes. [. . . ] Nous appartenons à quelque chose de plus grand que nous-mêmes. Aussi complexe, diverse et discordante soit-elle, cette chose, cette idée appelée Amérique, nous lie ensemble dans la citoyenneté, la communauté et la fraternité ».

### Guerre d'Irak
Heather Penney sert à deux reprises dans la guerre en Irak. Elle est déployée dans le cadre de l'opération Iraqi Freedom pour les premières opérations de combat comme chasseur SCUD de nuit dans les déserts occidentaux de l'Irak. Elle soutient également les forces d'opérations spéciales,.

### Après l'armée
Après avoir piloté le F-16 pendant dix ans, Heather Penney, mère célibataire, prend la décision de quitter l'aviation de chasse. Elle sert encore pendant six ans dans la mission spéciale de transport aérien VIP, pilotant le jet Gulfstream G-100 Astra.
À partir de 2011, Heather Penney travaille pour Lockheed Martin où elle dirige plusieurs programmes de la Force aérienne. Elle est spécialisée dans la gestion des captures, les relations gouvernementales et le développement stratégique des affaires. Son portefeuille comprend le F-22, le F-16, le F-35 et le concours Advanced Pilot Training de l'Air Force pour remplacer le T-38.
Elle travaille ensuite au Mitchell Institute for Aerospace Studies sur les politiques et technologies de défense, la recherche et l'analyse,.
Elle est, par ailleurs, présidente du programme Women Airforce Service Pilots de la Commemorative Air Force (CAF) qui vise, entre autres, à fournir aux jeunes femmes des modèles féminins dans des carrières non genrées. Le programme est basé sur l'histoire et l'héritage des Women Airforce Service Pilots (WASP), les premières femmes aviatrices militaires des États-Unis, longtemps négligées avant d'être honorées pour leurs services et leur leadership.
Elle est membre du conseil d'administration de l'Experimental Aviation Association, présidente de l'EAA Women Soar Society qui se consacre au soutien et à l'encouragement de la présence des femmes dans l'aviation et chercheure invitée à l'Oskin Leadership Institute de l'Université Widener de 2018 à 2019.
Heather Penney est également une conférencière renommée et intervient sur des sujets allant du développement personnel, au management à des questions de défense nationale et aéronautique.